# Humbertochloa bambusiuscula
Humbertochloa bambusiuscula är en gräsart som beskrevs av Aimée Antoinette Camus och Otto Stapf. Humbertochloa bambusiuscula ingår i släktet Humbertochloa och familjen gräs. Inga underarter finns listade i Catalogue of Life.